# 더 펭귄
《더 펭귄》(영어: The Penguin)은 HBO 맥스에서 2024년 9월부터 11월까지 방영된 미국의 범죄 드라마이다. 2022년 영화 《더 배트맨》의 스핀오프 작품으로, 영화 내 캐릭터 펭귄을 주인공으로 한 작품이다. 배우 콜린 패럴이 펭귄 역을 맡는다.